# Henry Stafford (m. 1471)
Sir Henry Stafford (c. 1425 - 4 de octubre de 1471) fue el segundo hijo de Humphrey Stafford, I duque de Buckingham y Lady Anne Neville, hija a su vez de Ralph Neville, I conde de Westmorland, y  Lady Juana Beaufort. Su hermano mayor, también llamado Humphrey, murió antes que su padre. Por tanto, fue su sobrino Henry quién heredó el ducado.
Stafford se casó con Lady Margarita Beaufort, viuda de Edmund Tudor, conde de Richmond. El matrimonio fue relativamente duradero y bien avenido. Coincidió con la minoría del hijo de Margarita, el futuro Enrique VII de Inglaterra, tanto Sir Henry como su esposa eran descendientes de Juan de Gante, duque de Lancaster, y habían sido partidarios de Enrique VI y la Casa de Lancaster al inicio de la Guerra de las Dos Rosas. Sin embargo, Stafford cambió su lealtad y terminó sus días luchando por la restauración de Eduardo IV y la Casa de York.

## Nacimiento y juventud
Se desconoce la fecha y el lugar de nacimiento de Henry. Sus padres se casaron antes del 18 de octubre de 1424, y que su hermano menor, John, nació el 24 de noviembre de 1427. Por tanto, debió en torno a 1425.
En cuanto al lugar del nacimiento, puede suponerse que fue en la ciudad de Stafford. Su familia estaba estrechamente ligada a la ciudad, donde su padre había nacido y era conde (Humphrey no recibió el título de duque de Bukingham hasta 1444).

## Matrimonio
El 3 de enero de 1458, Henry desposó con Margaret Beaufort,  la viuda de Edmund Tudor, I conde de Richmond. El matrimonio de los condes de Richmond tan solo duró un año, tiempo suficiente para engendrar un vástago póstumo, Enrique Tudor.
Se cree que la boda pudo tener lugar en el castillo de Maxstoke, propiedad del padree de Henry desde 1437. Ella tenía catorce años y él superaba los treinta. Como eran primos segundos, les fue concedida una dispensa el 6 de abril de 1457. A pesar de que Buckingham dejó bienes a su hijo, la mayor parte de sus ingresos provenían de las propiedades de su esposa. Según fuentes de la administración de su casa, el matrimonio era feliz. La pareja vivió durante unos años en el castillo de Bourne, Lincolnshire.

## Guerra de las Dos Rosas
Henry y Margaret eran bisnietos de Juan de Gante y Catalina de Roet, por lo que apoyaron a los Lancaster. Henry luchó junto a esta casa en la batalla de Towton el 29 de marzo de 1461. Tras su pérdida en el campo de batalla, pasó al bando de Eduardo IV, quién le concedió el perdón el 25 de junio de 1461.
Poco después, Edward adquirió la tutela de Henry Tudor  por £1000 y le trasladó a la casa de William Herbert, conde de Pembroke.
En 1466, el rey concedió a Henry y Margaret la antigua mansión Beaufort de Woking, Surrey. Se ha considerado que esta gracia pudo estar relacionado con el matrimonio del sobrino de Henry, Henry Stafford, II duque de Buckingham, y Catalina Woodville, hermana de la reina Isabel. La suntuosa mansión recibía los nombres de Woking Old Halll y Woking Palace. Se convirtió en la residencia oficial del matrimonio, puesto a que permitía a Henry introducirse más en la vida política. Su hermano John, solía visitar Woking para cazar y jugar a las cartas.
En mayo de 1467, Henry  fue invitado a un Consejo Real en Mortlake. Y en mayo de 1468, Henry y Margaret estuvieron en Londres para oír el anuncio público del rey dónde mostraba su intención de invadir Francia. El 20 de diciembre de 1468, Edward IV visitó Woking para cazar y cenar con Henry y Margaret.
El 5 de enero de 1470, John Stafford fue nombrado conde de Wiltshire, mientras que su hermano Henry seguía siendo un simple caballero. Esto se interpretaba como que el rey desconfiaba de la lealtad de Stafford. Aun así, sin pensar en su enfermedad, Henry luchó junto al rey en la batalla de Losecoart Field el 12 de marzo de 1470, donde derrotaron a a las tropas de Richard Welles. El padre de Richard, Robert Welles, hermanastro de Margarita, fue ejecutado poco después, por lo que Henry visitó a su suegra, en Maxey, para informarla de la muerte de su hijastro.
En otoño de 1470, Warwick y Clarence regresaron a Inglaterra y Eduardo tuvo que exiliarse. Henry Stafford fue arrestado, siendo liberado poco después por petición de su esposa. Después de la restauración de Enrique VI, Henry y Margarita acudieron a una audiencia real junto a Henry Tudor y su tío Jasper. Cenaron con el chambelán del rey, Sir Richard Tunstall.
En marzo de 1471, Eduardo IV regresó a Inglaterra con un pequeño ejército. El principal comandante de los Lancaster, el duque de Somerset, visitó a los Stafford para conseguir su apoyo. Henry retrasó acudir a la llamada de los Lancaster hasta el 12 de abril, cuando hizo público su apoyo a Eduardo. Pese a su enfermedad, Henry viajó hasta Barnet, donde los York obtuvieron una victoria decisiva el 14 de abril de 1471. El día anterior Henry había escrito una carta repentina donde llamaba a margarita "mi más cara amada esposa".

## Enfermedad
Se cree que Henry podría sufrir erisipela, en su época diagnosticado como "Fuego de San Antonio", el cual se pensaba que era una forma de lepra. Durante sus últimos años, la enfermedad hizo que delegase sus responsabilidades en Reginald Bray, su administrador.

## Muerte
A pesar de estar en el bando ganador, Henry fue herido en Barnet y no regresó a Londres con el ejército victorioso. El 17 de abril, Margarita se trasladó a Londres para enviar un jinete a Barnet, en busca de nuevas sobre su esposo. Henry fue llevado a casa, dónde murió el 4 de octubre de 1471. Reginald Bray organizó su entierro en Pleshey.

## Henry Stafford en la ficción
Henry aparece como personaje en la saga The Cousins War, de Philippa Gregory. En la adaptación de la BBC, The White Queen, su personaje es interpretado por Michael Maloney. En la serie televisiva, su relación conyugal se muestra como una tensión constante entre el fanatismo de Margarita y la preocupación de Henry por su bienestar, el cual le lleva a apoyar a los York.